# Выборы в Сан-Томе и Принсипи
В Сан-Томе и Принсипи на национальном уровне проходят выборы главы государства — президента и органа законодательной власти — Национальной ассамблеи.

## Президентские выборы
Президент избирается на пятилетний срок.
В последний раз выборы на пост президента состоялись 18 июля и 5 сентября 2021 года в два тура. Победу на них одержал Карлуш Вила-Нова от Независимого демократического действия, получивший 57,54 % голосов во втором туре.

## Национальное собрание
Национальная ассамблея Сан-Томе и Принсипи созывается сроком на четыре года в семи округах по пропорциональной избирательной системе. Имеет 55 членов.
Последний раз парламентские выборы в стране состоялись 7 октября 2018 года. Правящая партия Независимое демократическое действие выиграла 25 из 55 мест, оппозиционная Движение за освобождение Сан-Томе и Принсипи / Социал-демократическая партия — 23 места.